# Noël Richet
Pour les articles homonymes, voir Richet.
Noël Richet, né le 25 décembre 1974, est un coureur cycliste français. Il possède notamment quatre étapes du Tour du Cameroun à son palmarès.

## Palmarès
- 2004 
  - 6e étape du Tour du Cameroun
- 2005
  - 2e du Grand Prix de La Rouchouze
- 2007
  - 3e du Prix Albert-Gagnet
- 2012
  - 5e étape du Tour du Cameroun
- 2014
  - 7e étape du Tour du Cameroun
  - 2e du Tour de la République démocratique du Congo
- 2017
  - 1re étape du Tour de la République démocratique du Congo
  - 2e du Tour de la République démocratique du Congo
- 2018
  - 2e étape du Tour du Cameroun
  - 3e étape du Tour de la République démocratique du Congo
- 2022
  - 2e étape du Tour de Côte d'Ivoire

## Classements mondiaux
| Année           | 2005 | 2006 | 2007 | 2008 | 2009 | 2010 | 2011 | 2012 | 2013 | 2014 | 2015 | 2016 | 2017 | 2018 |
| --------------- | ---- | ---- | ---- | ---- | ---- | ---- | ---- | ---- | ---- | ---- | ---- | ---- | ---- | ---- |
| UCI Africa Tour | 61e  |      |      |      |      |      |      | 109e |      | 86e  |      |      | 193e | 163e |